# Europaschutzgebiet Alpenmannstreu Gamperdonatal

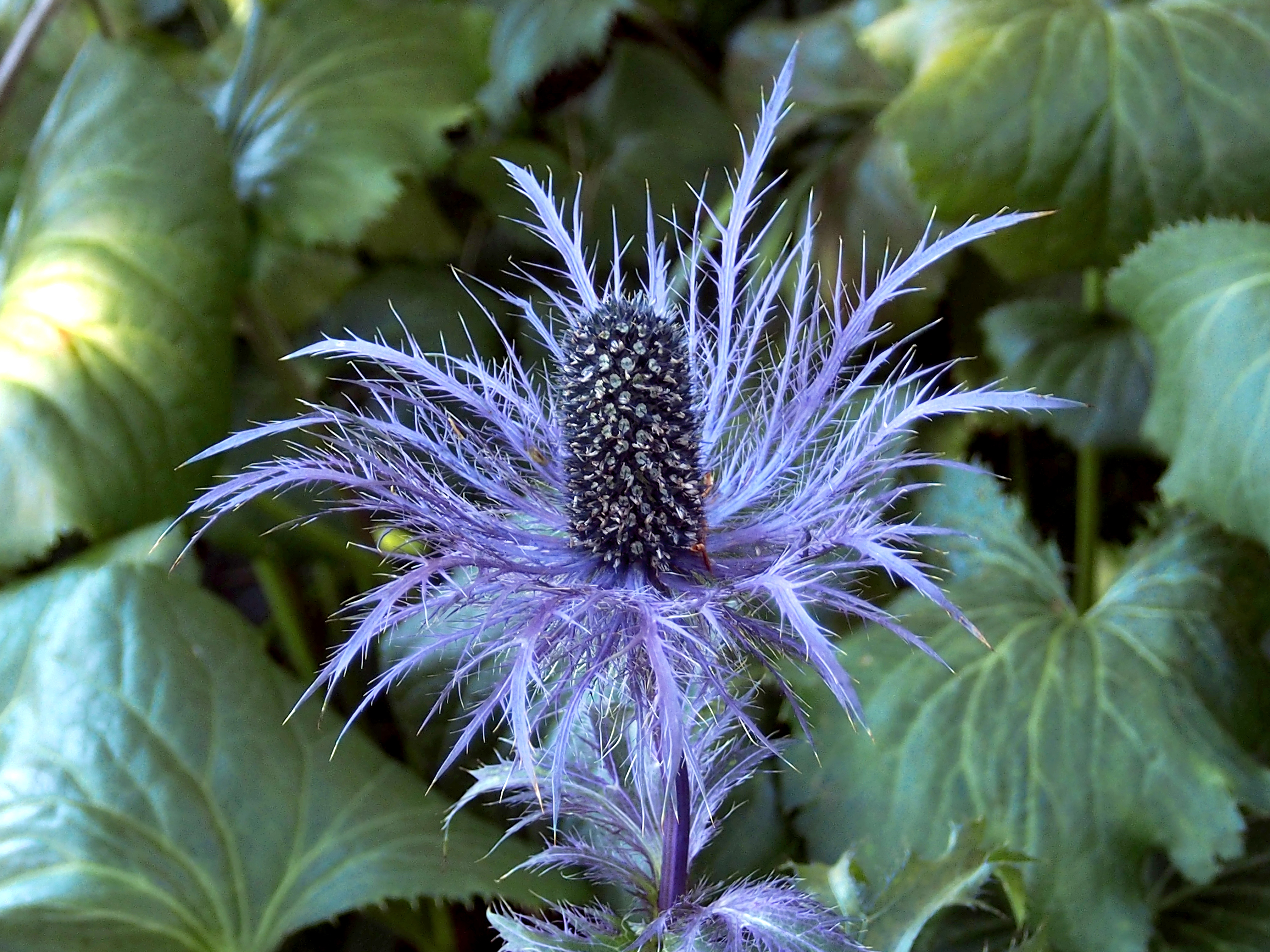
Alpen-Manntreu

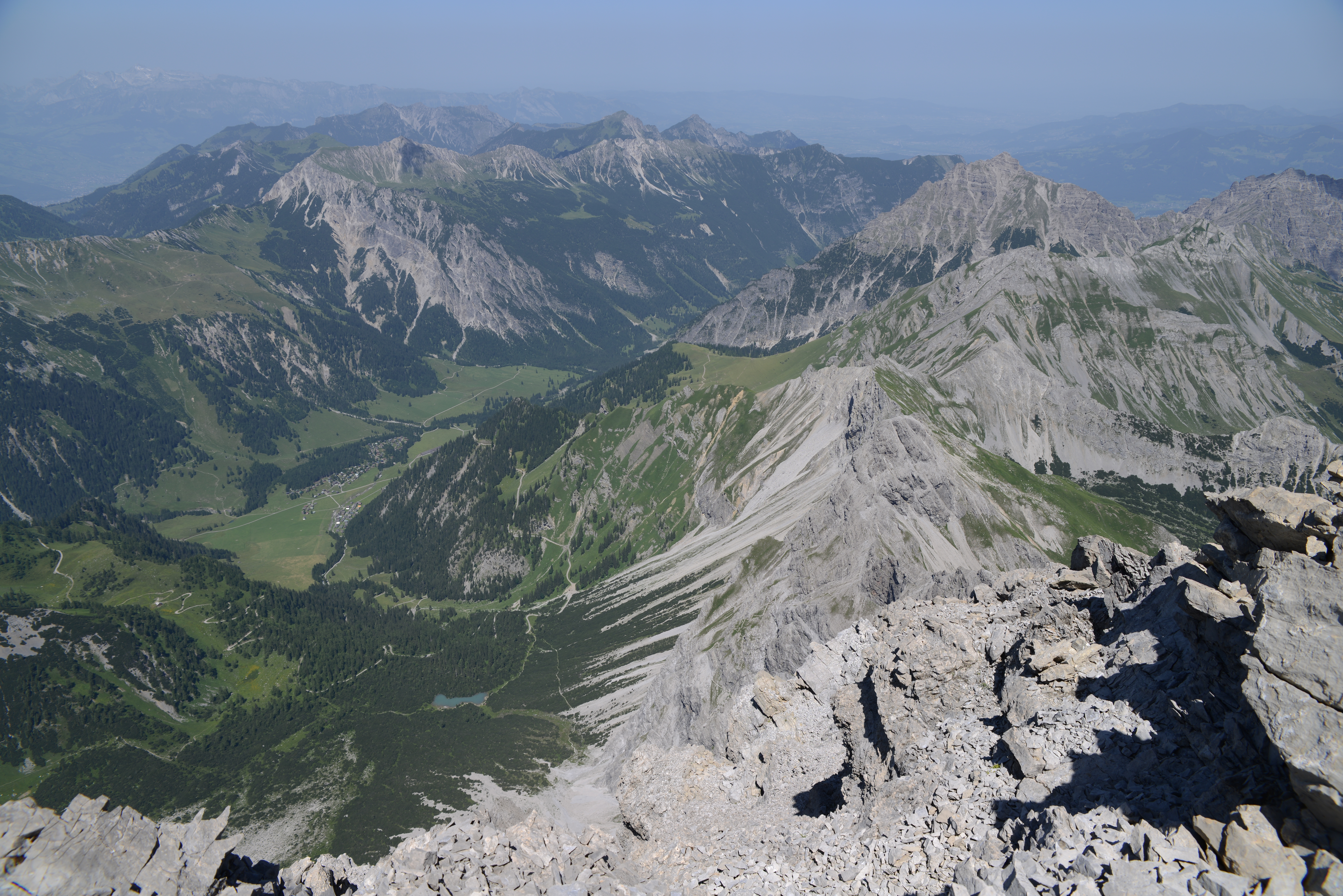
Am Bildrand rechts der westliche Teil, in der Bildmitte der östliche Teil des Schutzgebiets

Das Europaschutzgebiet Alpenmannstreu Gamperdonatal ist ein Natura-2000-Gebiet im österreichischen Bundesland Vorarlberg.

## Charakteristik
In den steilen Lawinenhängen bilden seltene Pflanzen bunte Blütenteppiche. Dazu gehören Feuerlilie, Türkenbund, Alpenscharte, Rittersporn und der namensgebende Alpenmannstreu. Der Alpenmannstreu kommt außer hier nur noch in Kärnten vor, weshalb die Art unter besonderem Schutz steht. Er braucht Frost um zu keimen und steile Lawinenhänge als Lebensraum.

## Lage
Das Schutzgebiet liegt im hinteren Gamperdonatal (Tal der Meng im Rätikon) und besteht aus zwei getrennten Flächen. Die westliche Fläche links der Meng in der Galina-Gruppe, die östliche liegt rechts der Meng im Zalimgrat der Schesaplana-Gruppe.

### Westliche Teil
Der westliche Teil umfasst 23,51 ha und liegt innerhalb des Pflanzenschutzgebiets Nenzinger Himmel. Das Gebiet hat eine dreieckige Form mit einer Spitze talwärts im Leuegraben. Der Name bedeutet Lawinengraben. Die obere Grenze ist die Staatsgrenze Österreich/Liechtenstein. Weiter oben, auf Liechtensteiner Boden liegt der Spitz mit 2187 m Höhe. Der Hang ist sehr steil, teils bewaldet, teils durch Lawinen geprägt. Ein Bergwanderweg führt vom Nenzinger Himmel auf das Sareiser Joch. Der Rest des Gebiets darf nicht betreten werden (Wegegebot).

### Östlicher Teil
Der östliche Teil umfasst 14,1 ha und liegt am Otterkirchele an der Westseite des Zalimgrats. An der Grenze talwärts führt ein Güterweg zur Setschalpe vorbei. Im Gebiet selbst gibt es keine Wege, es besteht Betretungsverbot. Die Hänge sind sehr steil und abwechslungsreich.

## Schutzgüter
Offizielle Schutzgüter sind:
- Alpen-Mannstreu (Eryngium alpinum)
- Montane bis alpine bodensaure Fichtenwälder
- Kalk- und Kalkschieferschutthalden der montanen bis alpinen Stufe
- Feuchte Hochstaudenfluren der planaren und montanen bis alpinen Stufe
- Alpine und subalpine Kalkrasen
- Buschvegetation mit Bergföhren[5]